# Hans Knecht
Hans Knecht (Albisrieden, 26 de septiembre de 1913 - Zúrich, 8 de marzo de 1986) fue un ciclista suizo que fue profesional entre 1939 y 1949. Su éxito deportivo más destacado fue la victoria en el Campeonato del Mundo de 1946.

## Palmarés
1938
- Campeón del mundo en ruta amateur

1942
- 2º en el Campeonato de Suiza en Ruta

1943
- Campeonato de Suiza en Ruta
- Tour del Lago Léman
- À travers Lausanne

1946
- Campeonato Mundial en Ruta
- Campeonato de Suiza en Ruta

1947
- Campeonato de Suiza en Ruta
- Tour de Berna

## Resultados en las grandes vueltas
| Carrera         | 1938 | 1939 | 1940 | 1941 | 1942 | 1943 | 1944 | 1945 | 1946 | 1947 | 1948 | 1949 |
| --------------- | ---- | ---- | ---- | ---- | ---- | ---- | ---- | ---- | ---- | ---- | ---- | ---- |
| Giro de Italia  | -    | -    | -    | -    | -    | -    | -    | -    | -    | -    | -    | -    |
| Tour de Francia | -    | -    | -    | -    | -    | -    | -    | -    | -    | -    | -    | -    |
| Vuelta a España | -    | -    | -    | -    | -    | -    | -    | -    | -    | -    | -    | -    |
| Mundial en Ruta | -    | -    | -    | -    | -    | -    | -    | -    | 1º   | -    | -    | -    |